# Berliner Stadtsynodalverband
Der Berliner Stadtsynodalverband, dessen Ursprünge auf das Jahr 1895 zurückgehen, war ein Zusammenschluss evangelischer Kirchengemeinden in Berlin. Wichtigste Aufgabe des Verbandes war die Erhebung der Kirchensteuer für die angeschlossenen Gemeinden, die Schaffung eines finanziellen Ausgleichs unter ihnen und die Förderung der Stadt Berlin mit äußeren kirchlichen Einrichtungen, insbesondere Pfarrstellen, kirchlichen Gebäuden (und) Begräbnisplätzen. Sein oberstes Organ war die Berliner Stadtsynode; oft wurde auch der Verband selbst als Stadtsynode bezeichnet. Das Bürogebäude befand sich zuletzt in der Goethestraße 87 in Berlin-Charlottenburg. Der Verband wurde in Berlin (West) 1976 aufgelöst. Seine Aufgaben wurden dem Konsistorium und den kreiskirchlichen Verwaltungsämtern übertragen. In Berlin (Ost) erfolgte die Auflösung 1994.

## Vorgeschichte
Den Hintergrund für die Bildung des Verbandes bildete die stark wachsende Metropole Berlin Ende des 19. Jahrhunderts. Damit einher ging eine erhebliche Zunahme an Mitgliedern der Stadtgemeinden, deren Ausstattung mit Gebäuden und Pfarrstellen mit dieser Entwicklung nicht Schritt halten konnte. So hatte zum Beispiel um 1892 in der Markus-Gemeinde ein Pfarrer 34.000 Gemeindeglieder zu versorgen. Der Kirchenkreis Berlin Stadt II – von 1864 mit 156.104 bis 1900 mit 583.153 gewachsenen „Seelen“ – war der am meisten bevölkerte in ganz Deutschland. Gleichzeitig war eine Krise der Finanzierung der Gemeinden und ihrer Arbeit entstanden. Grund hierfür war vor allem der Erlass des Reichsgesetzes über die Beurkundung des Personenstandes vom 6. Februar 1875, das die verpflichtende Beurkundung von Geburten, Eheschließungen und Sterbefällen durch staatliche Standesämter vorsah. Dies bewirkte einen starken Rückgang kirchlicher Amtshandlungen. So wurde nach Einführung dieses Gesetzes nur noch ein Viertel der geschlossenen Ehen kirchlich eingesegnet, fast die Hälfte aller neugeborenen Kinder blieb ungetauft. Die dadurch entfallenden Stolgebühren für die kirchlichen Amtshandlungen schwächten die kirchengemeindlichen Finanzen erheblich.
Um hierfür einen Ausgleich zu schaffen, und auch um die Finanzierung kirchlicher Aufgaben vom Staat auf die Kirche zu verlagern, wurde durch die preußische Kirchengemeinde- und Synodalordnung vom 10. September 1873 den einzelnen Kirchengemeinden ein Besteuerungsrecht zugestanden. Diese Kirchensteuergesetzgebung war allerdings ein fast vollständig auf die einzelne Ortsgemeinde zugeschnittenes Gesetz. Dies führte zu wirtschaftlichen Unterschieden, wobei reichere Gemeinden ihren ärmeren Schwestergemeinden nicht ausgleichend zur Hilfe kommen durften.

## Die vereinigten Kreissynoden
In § 57 der Kirchengemeinde- und Synodalordnung war überdies geregelt, dass in Städten, die mehrere Synodalkreise (Kirchenkreise) umfassen, diese zu einer gemeinsamen Versammlung zusammentreten können, um gemeinsame kirchliche Anliegen zu beraten. Eine solche Versammlung trat erstmals am 8. Oktober 1875 im Evangelischen Vereinshaus in der Oranienstraße 106 zusammen. Obwohl diese Versammlung keine eigene Körperschaft war und auch in der Kirchenverfassung nicht verankert war, gilt dieses Datum als Gründungsdatum des späteren Stadtsynodalverbandes. Dem ersten Treffen folgte ein weiteres, bei dem ein „Regulativ für die vereinigten Kreissynoden der Haupt- und Residenzstadt Berlin“ verabschiedet wurde, das durch ministerielle Verfügung bestätigt wurde. Auf dieser Grundlage trat die erste ordentliche Versammlung der Vereinigten Berliner Kreissynoden am 31. Oktober 1877 – ebenfalls im Evangelischen Vereinshaus – zusammen. Unter dem Vorsitz des Generalsuperintendenten von Berlin, Propst Bruno Brückner, versammelten sich sämtliche 204 stimmberechtigten Mitglieder sowie 62 Geistliche mit beratender Stimme aus den vier Kirchenkreisen Berlin-Stadt I, Berlin Stadt II, Kölln-Stadt und Friedrichswerder, um „gemeinsamen Bedürfnissen Befriedigung und schweren Nothständen Abhilfe zu bringen“. Nach mehreren Tagungen, in denen die Abschaffung der Stolgebühren durchgesetzt und ein geschäftsführender Ausschuss gebildet worden war, beschlossen die vereinigten Kreissynoden im März 1882 ihren ersten Haushaltsplan, der auf der Einnahmeseite einen Kirchensteuersatz von 5 ½ % vorsah. Zum 1. Juli 1890 wurde ein eigenes Büro für die Arbeit der vereinigten Kreissynoden eingerichtet. Im gleichen Jahr wurden auch erste Zuschüsse für Kirchenneubauten gezahlt und Mittel für die Errichtung zusätzlicher Pfarrstellen gefordert. Durch Gesetz vom 18. Mai 1891 erhielten die vereinigten Kreissynoden das Recht, Anleihen für die Errichtung kirchlicher Gebäude aufzunehmen. Die letzte Sitzung der vereinigten Kreissynoden fand am 15. Dezember 1894 statt. In den zwanzig Jahren ihres Bestehens konnten zahlreiche Kirchenneubauten errichtet und mehrere neue Gemeinden durch Teilung großer Parochien im Stadtgebiet gebildet werden.

## Berliner Stadtsynode

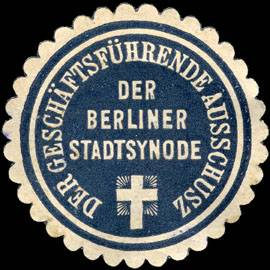
Siegelmarke des Berliner Stadtsynodalverbandes

Eine neue rechtliche Grundlage erhielt diese erfolgreiche Arbeit mit dem Gesetz „betreffend die Berliner Stadtsynode und die Parochialverbände in größeren Orten vom 18. Mai 1895“. Mit diesem Gesetz wurde der Berliner Stadtsynodalverband gebildet, der lt. § 1 „Rechte, namentlich auch an Grundstücken, erwerben und Verbindlichkeiten eingehen, insbesondere auch Anleihen aufnehmen (kann)“. Im angeschlossenen Kirchengesetz vom 17. Mai 1895 wurde im Art. I § 1 geregelt, dass „sämtliche Kirchengemeinden, welche einer der Berliner Kreissynoden angehören und ihren Sitz in der Stadt Berlin haben… zu einem Gesamtverbande vereinigt(werden), dessen Vertretung durch die Stadtsynode erfolgt“. Weiterhin wurde geregelt, dass auch Gemeinden, die nicht ihren Sitz in der Stadt Berlin haben, aber an eine zum Synodalverband gehörige Kirchengemeinde angrenzen, an den Verband angeschlossen werden können. Auf die Stadtsynode gingen die Befugnisse und Verbindlichkeiten der bisherigen vereinigten Kreissynoden über (Art. I §5), die mit Inkrafttreten des Gesetzes in Wegfall kamen (Art. III). Vorausgegangen waren Überlegungen, Berlin aus dem Gebiet der Kirchenprovinz Mark Brandenburg herauszulösen und so eine eigene Berliner Provinzialsynode zu schaffen, die aber verworfen wurden.
Aufgabe der Stadtsynode war lt. Art I § 5 „die Förderung einer Ausreichenden Ausstattung der Stadt Berlin mit äußeren kirchlichen Einrichtungen, insbesondere Pfarrstellen, kirchlichen Gebäuden (und) Begräbnisplätzen. Auch hat sie die Verpflichtung, den einzelnen Kirchengemeinden diejenigen Mittel zu gewähren, welche sie zur Erfüllung der ihnen obliegenden gesetzlichen Leistungen bedürfen…“. Die Einnahmen der Stadtsynode wurden in § 6 geregelt: „Die Mittel, welche die Stadtsynode zur Erfüllung ihrer Aufgaben bedarf, werden, soweit nicht andere Einnahmen zu Gebote stehen, durch Umlage beschafft…, die auf die Gemeindeglieder sämtlicher Kirchengemeinden des Stadtsynodalverbandes verteilt…und nach gleichem Maßstabe erhoben werden“. An der Spitze des Stadtsynodalverbandes stand die Stadtsynode, dem der Generalsuperintendent für die Stadt Berlin sowie Geistliche und Kirchenälteste der angeschlossenen Kirchengemeinden angehörten (Art. III 2). Die Synode wählte aus ihrer Mitte einen Vorstand sowie einen geschäftsführenden Ausschuss. Im Zusammenhang mit der Bildung der Stadtsynode wurde durch Gesetz vom 14. Januar 1895 auch die Abteilung Berlin des Königlichen Konsistoriums begründet. Die erste Berliner Stadtsynode tagte am 27. und 28. Juni 1895.
Durch das starke Wachstum Berlins erweiterte sich bald der Kreis der zum Verband gehörigen Kirchengemeinden. Zunächst umfasste er nur die Gemeinden der „Haupt- und Residenzstadt Berlin“, d. h. im Wesentlichen den heutigen Bezirk Mitte, den Ortsteil Prenzlauer Berg, die Schöneberger Vorstadt und Teile von Kreuzberg und Friedrichshain. Nachdem bereits der Bau der Charlottenburger Kaiser-Wilhelm-Gedächtniskirche unterstützt werden konnte, wurde 1895 auch der Anschluss der Charlottenburger Luisen-Parochie an den Verband beschlossen, zum 1. April 1896 folgten Teile von Schöneberg, Deutsch-Wilmersdorf und Charlottenburg.

## Anfang des 20. Jahrhunderts

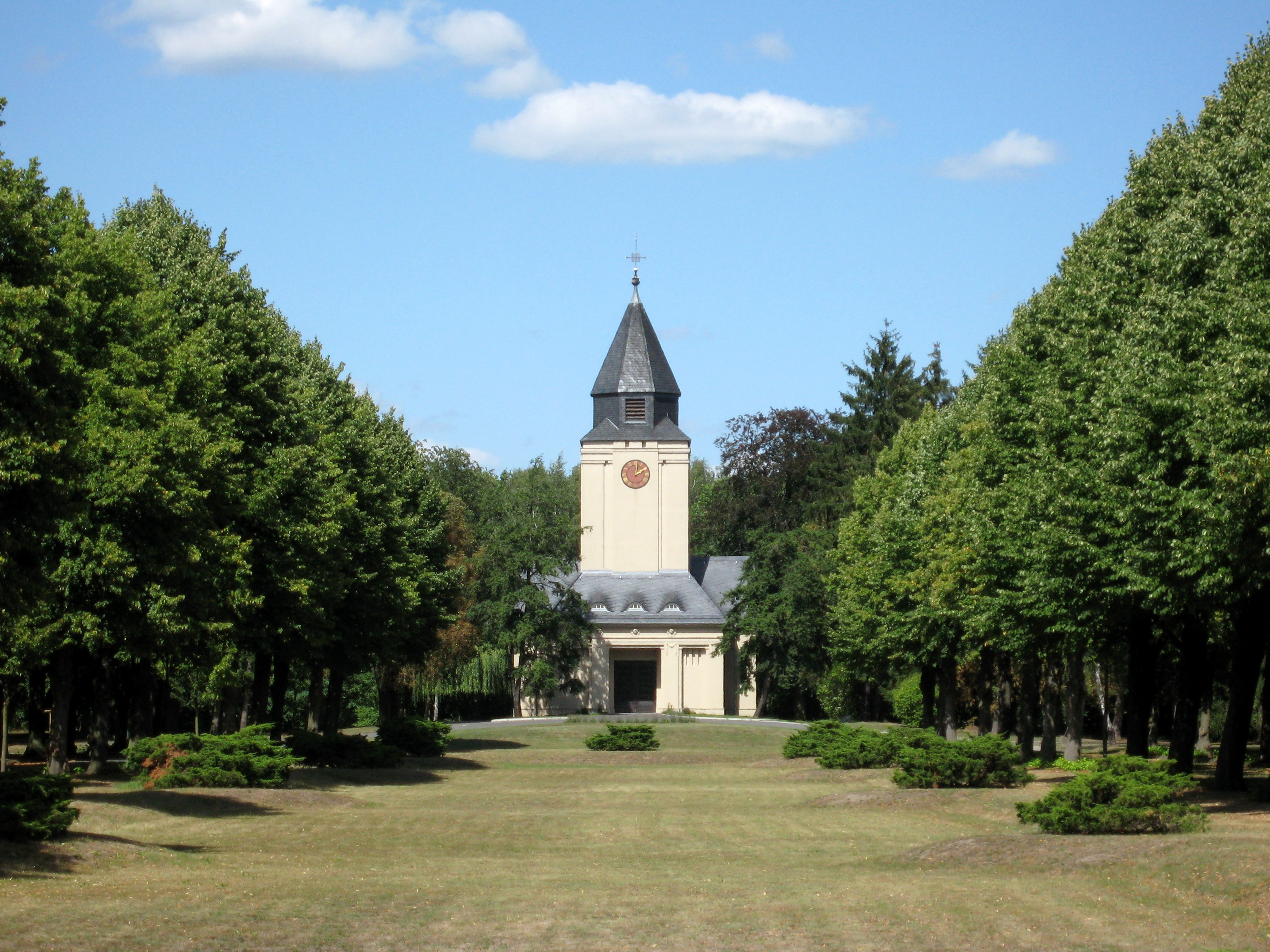
Ostkirchhof des Berliner Stadtsynodalverbandes bei Ahrensfelde

Die zunehmende Enge auf den innerstädtischen Begräbnisplätzen führte den Stadtsynodalverband zum Erwerb von außerhalb der Stadt gelegenen Friedhofsflächen. Die größten davon waren ein Areal von 160 Hektar, das für rund eine Million Mark im Südwesten Berlins bei Stahnsdorf erworben wurde sowie eines von 285 Hektar, das für 1,33 Millionen Goldmark bei Ahrensfelde im Nordosten Berlins gekauft wurde. Auf ihnen wurden 1908 der Ostkirchhof Ahrensfelde sowie 1909 der Südwestkirchhof Stahnsdorf eröffnet. Um die Erreichbarkeit von Berlin aus zu ermöglichen, investierte der Stadtsynodalverband auch in die jeweiligen Bahnanbindungen. So errichtete er auf eigene Kosten die Bahnstrecke Berlin-Wannsee–Stahnsdorf.
Wesentliche Veränderungen ergaben sich durch das Ende der Staatskirche nach dem Ende des Ersten Weltkrieges 1919. Das Recht der Kirchen, Kirchensteuern zu erheben, wurde dennoch in die Weimarer Verfassung aufgenommen, die Abwicklung verblieb weiterhin beim Stadtsynodalverband. Für die Angestellten des Verbandes wurde 1919 ein Tarifvertrag abgeschlossen. Durch die Gründung von Groß-Berlin 1920 erweiterte sich die Zahl der angeschlossenen Stadtgemeinden. Allein Spandau, das einen eigenen Parochialverband unterhielt, schloss sich dem Berliner Stadtsynodalverband zunächst nicht an.

## In der Zeit des Nationalsozialismus
Nachdem die Nationalsozialisten 1933 im Rahmen ihrer Gleichschaltungspolitik Schlüssel- und Führungspositionen auch in der evangelischen Kirche besetzten, geriet auch der Stadtsynodalverband in den Strudel der Umwälzungen der Jahre bis 1945. Wie die leitenden Ämter im Konsistorium, so war auch der Stadtsynodalverband von Mitgliedern der den Nationalsozialisten treuen Deutschen Christen dominiert. Gleichwohl verblieb beim Verband die Erhebung der Kirchensteuer, die auch von Mitgliedern der oppositionellen Bekennenden Kirche eingefordert wurde. 1934 richtete Pfarrer Karl Themel in der Kirchenbuchstelle des Stadtsynodalverbandes eine kirchliche Zentralstelle für Kirchenbücher ein, die eng mit der Reichsstelle für Sippenforschung verbunden war. Die Kirche stellte dafür Gelder zur Verfügung. Themel sucht in den Stammbäumen nach „jüdischem Blut“, das in den „deutschen Volkskörper“ eingedrungen sei. Bis 1941 hat er 2612 Fälle jüdischer Abstammung gefunden – und die Betroffenen damit dem sicheren Tod ausgeliefert. Auch sorgte der Stadtsynodalverband durch Auswahl und Anstellung von Personen für die Verwaltung eines Lagers für ausländische Zwangsarbeiter, die auf kirchlichen Friedhöfen eingesetzt wurden.

## Neuaufbau nach 1945
Ein neuer Geist zog in den Berliner Stadtsynodalverband nach dem Ende des Zweiten Weltkrieges mit der Berufung von Reinhard Moeller (1888–1963) auf die frei gewordene Stelle des Direktors ein. Moeller bekleidete in der Zeit des Nationalsozialismus eine führende Rolle in der Bekennenden Kirche, war Mitglied des Berliner Bruderrates und des Schlachtenseer Gemeindebruderrats und saß wegen seiner Opposition gegen den nationalsozialistischen Machtanspruch in Haft. Die größte Herausforderung des Verbandes war der Wiederaufbau der kriegszerstörten Kirchen und Kirchengebäude. Zwischen 1948 und 1968 konnten 200 Bauvorhaben finanziert werden. Die günstige Entwicklung der Kirchensteuereinnahmen führte dazu, dass 1968 Restschuldsummen der Darlehen des Berliner Stadtsynodalverbandes, die 10 Jahre und länger liefen und deren Schuldendienst durch Spenden und Sammlungen der Gemeinden aufgebracht worden war, in Zuschüsse umgewandelt werden konnten. So kamen Spenden und Kollekten wieder der Gemeindearbeit zugute. Einschneidend für die Arbeit des Verbandes war die Teilung der Stadt in alliierte Besatzungszonen und die Währungsreform 1948, nach der in den drei Westsektoren die Deutsche Mark der Bank deutscher Länder (Westmark), in der sowjetischen Besatzungszone – der späteren DDR – die Deutsche Mark der Deutschen Notenbank (Ostmark) eingeführt wurde. Neben dem weiter geführten Büro des Verbandes in der in Berlin (West) gelegenen Goethestraße 87 wurde in Berlin (Ost) ein Büro in der Klosterstraße 65/67 eingerichtet. Dieses war – insbesondere nach der Weigerung der DDR-Steuerbehörden, die staatlichen Steuerdaten zur Verfügung zu stellen, gemeinsam mit regionalen Kirchensteuerämtern im „demokratischen Sektor Berlins“ (Berlin (Ost) für die Erhebung der Kirchensteuern zuständig. Nach dem Mauerbau 1961 verblieb die Zuständigkeit des Amtes in der Goethestraße bei den evangelischen Gemeinden in Berlin (West), das Amt in Berlin (Ost) diente den dortigen Gemeinden. Das Kirchengesetz von 1966 formuliert es so: „§ 1 (1) die Ev. Kirchengemeinden in Berlin, ausgenommen die Anstaltsgemeinden und die französisch-reformierten Gemeinden, gehören zum Berliner Stadtsynodalverband“. § 16 beschrieb die „Einstweilige regionale Regelung“ für den Verband für die Zeit der Trennung Berlins mit Bezug auf die Notverordnung, die für diesen Fall 1959 beschlossen worden war.
In Berlin (West) wurde für die gesamte Berechnung der Besoldung und Vergütung für alle im Berliner Stadtsynodalverband zusammengeschlossenen Kirchengemeinden am 1. Januar 1967 die elektronische Datenverarbeitung eingeführt. Mit der Inbetriebnahme eines eigenen Rechenzentrums im Folgejahr war der Berliner Stadtsynodalverband die erste kirchlichen Verwaltungsstelle im Bereich der Evangelischen Kirche in Deutschland, die über eine derartige Einrichtung verfügte.

## Auflösung des Verbandes
In den siebziger Jahren des 20. Jahrhunderts wurden zunehmend Parallelstrukturen der kirchlichen Verwaltung in Berlin (West) beklagt. Auf der Herbsttagung der Regionalsynode Berlin (West) 1970 kritisierte der Synodale Pfarrer Gustav Roth – unter dem Beifall der Synodalen –  am Beispiel des Kirchenkreises Steglitz die Unterhaltung allein dreier dortiger kirchlicher Verwaltungsämter und dazu das Nebeneinander der beiden zentralen kirchlichen Verwaltungen, Konsistorium und Stadtsynodalverband. Nach einem längeren Beratungsprozess wurden auf der Tagung der Regionalsynode (Berlin West), die vom 10. bis 13. Juni in der Evangelischen Schule Neukölln zusammentrat, eine Reihe von Kirchengesetzen zur Neuordnung der kirchlichen Verwaltung beschlossen. Dazu gehörte die Auflösung des Berliner Stadtsynodalverbandes zum 1. Januar 1977, dessen Rechtsnachfolge das Konsistorium antrat. Die Landeskirche solle anstelle des Stadtsynodalverbandes im Auftrag der Kirchengemeinden die Erhebung und Verwaltung der Kirchensteuern einnehmen. Durch die Zusammenlegung der beiden Behörden ergebe sich eine Ersparnis von jährlich 1,95 Millionen DM. Die Verwaltungsreform sollte die Selbstverwaltung der Gemeinden stärken und den Kirchenkreisen mit der Errichtung kreiskirchlicher Verwaltungsämter neue Funktionen übertragen. Obwohl die Gesetze mit Mehrheit verabschiedet wurden, regte sich auch Kritik gegen die Auflösung des Stadtsynodalverbandes. So kritisierte Superintendent Heinz Schladebach das „teure, unrealistische und technokratische“ Reformwerk, das zu einer Überbelastung der Verwaltungsämter führe. Zudem seien die Kreissynoden mit den auf sie zukommenden Leitungsaufgaben überfordert. Die Stadtsynodalversammlung, das synodale Gremium des Berliner Stadtsynodalverbandes, trat zu seiner letzten Sitzung im November 1976 im Charlottenburger Haus der Kirche zusammen, in dem der scheidende Direktor Werner Ammet den abschließenden Wirtschaftsbericht vortrug und für die Zukunft „einen Wechsel vom fiskalischen zu einem ökonomischen Denken“ forderte.
Nachdem nach der Wiedervereinigung Deutschlands die staatlichen Finanzbehörden in Berlin (Ost) (wieder) die Kirchensteuer einzogen, gingen die vom Berliner Stadtsynodalverband (Ost) betriebenen Verwaltungsämter in die Trägerschaft der Kirchenkreise über. Verbliebene Aufgaben wie die Verwaltung der beiden Großfriedhöfe in Ahrensfelde und Stahnsdorf gingen in die Verantwortung des Konsistoriums über. Somit konnte der bis 1992 in Berlin(Ost) weitergeführte Stadtsynodalverband zum 1. Januar 1993 aufgelöst werden. Einer Forderung der konservativen „Evangelischen Sammlung“ in Berlin (West) im November 1990 statt der Auflösung des Stadtsynodalverbandes diesen auch wieder in den Westbezirken einzuführen wurde nicht entsprochen.